# Bastien Tronchon
Bastien Tronchon (* 29. března 2002) je francouzský profesionální silniční cyklista jezdící za UCI WorldTeam Decathlon–AG2R La Mondiale.

## Kariéra
Ve třetí den závodění jako stážista za tým AG2R Citroën Team získal Tronchon své první profesionální vítězství ve třetí etapě Vuelty a Burgos 2022 poté, co v cíli přesprintoval Pavla Sivakova. Ten zaútočil 39 km před cílem a Tronchon byl jediným závodníkem, jenž byl schopen držet krok.

## Hlavní výsledky
2019
Prix de la Ville d'Aubenas
3. místo celkově
Tour du Val de Saône
3. místo celkově
4. místo Prix du Conseil de l'Ardèche
4. místo Flandres Charentaises Classic
Aubel–Thimister–Stavelot
6. místo celkově
vítěz etapy 2a (TTT)
Tour de la Vallée de la Trambouze
7. místo celkově
2020
vítěz Classic Jean-Patrick Dubuisson
Národní šampionát
2. místo silniční závod juniorů
La Philippe Gilbert Juniors
10. místo celkově
2021
vítěz Grand Prix de Fougères
2. místo Grand Prix de Chamoux
Tour du Côte d'Or
3. místo celkově
3. místo La Durtorccha
3. místo Grand Prix des Marbriers
4. místo Maxime Mederel–2 Manche
4. místo Grand Prix de Cormoz
Circuit des Ardennes
6. místo celkově
 vítěz vrchařské soutěže
6. místo Grand Prix des Carreleurs
8. místo Grand Prix d'Is-sur-Tille
Tour de Loiret
10. místo celkově
2022
vítěz Prix Pelousey CIC Classic
vítěz Giro della Provincia Biella
Vuelta a Burgos
vítěz 3. etapy
Tour des Deux-Sèvres
 vítěz bodovací soutěže
L'Armoricaine Cycliste
3. místo celkově
vítěz 2. etapy
Boucle de l'Artois
3. místo celkově
 vítěz vrchařské soutěže
3 Jours de Cherbourg en Cotentin
3. místo celkově
4. místo Gran Premio Rovescalesi
2024
2. místo Clásica Jaén Paraíso Interior

### Výsledky na Grand Tours
| Grand Tour      | 2024 |
| --------------- | ---- |
| Giro d'Italia   | 88   |
| Tour de France  |      |
| Vuelta a España |      |

| —   | Nezúčastnil se |
| DNF | Nedokončil     |